# Diana Gabaldon

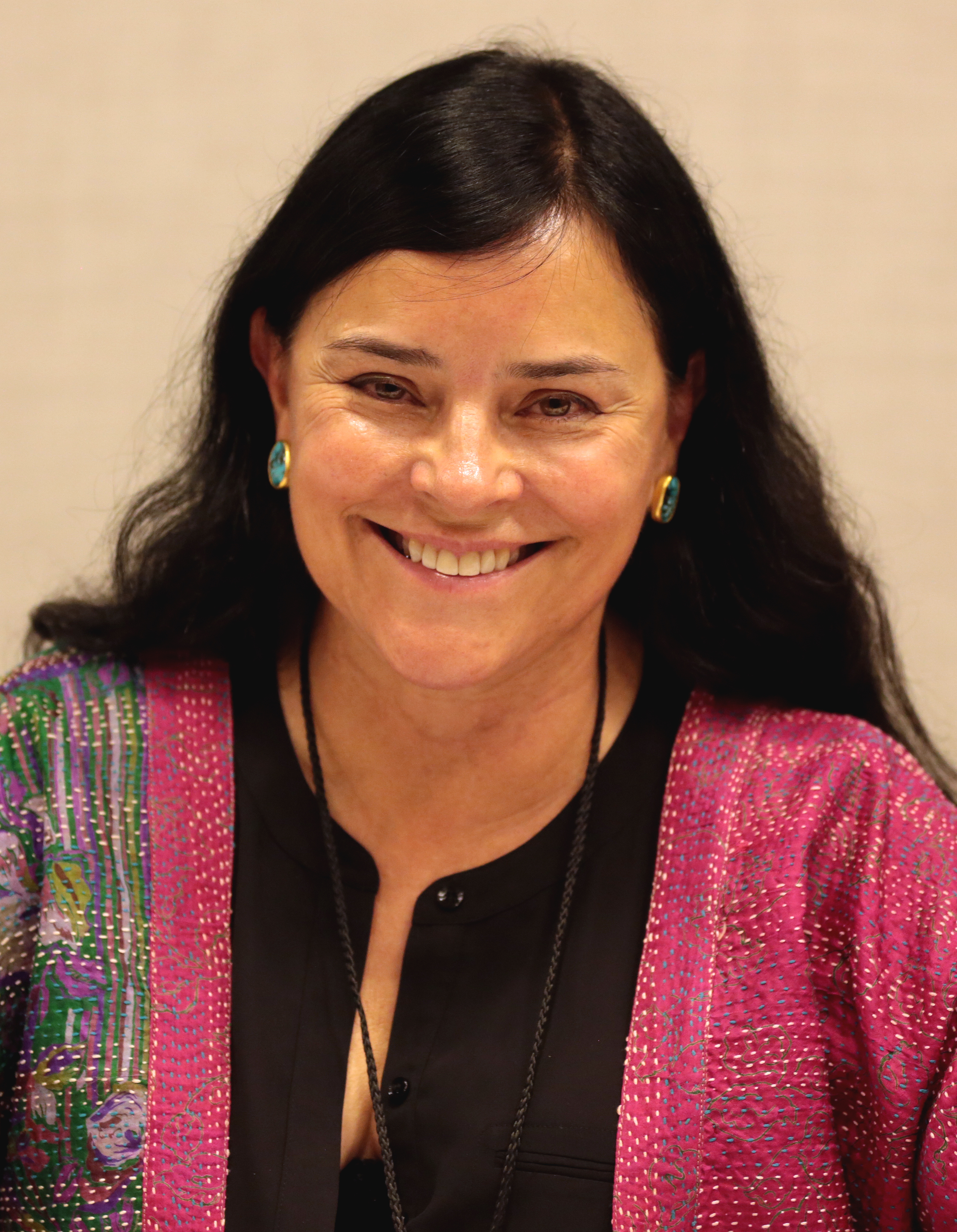
Gabaldon in 2017

Diana Jean Gabaldon Watkins (Flagstaff, Arizona, 11 januari 1952) is een Amerikaanse schrijfster. Ze is onder meer bekend van de Reiziger-serie (Engels: Outlander Series). Haar werk wordt verkocht in drieëntwintig landen en is vertaald in twintig talen. In Nederland worden haar boeken, die worden uitgegeven door De Boekerij bv te Amsterdam, vertaald door Annemarie Lodewijk.
Gabaldon is van Mexicaans-Amerikaans-Engelse afkomst. Ze studeerde zoölogie en biologie in Arizona en promoveerde in de ecologie. Ze heeft als hoogleraar gewerkt in het Centre for Environmental Studies aan de Arizona State University. Sinds 1991 is ze fulltime actief als schrijfster. Haar werk is niet gemakkelijk in een literair genre in te delen doordat het zowel onderdelen van fictie, non-fictie, 'fantasy' als sciencefiction bevat.
De boeken van Diana Gabaldon werden verwerkt in een tv-serie genaamd Outlander. De serie wordt in Nederland uitgezonden op Netflix en in België op één.

### Outlander-serie
- 1991 - Outlander (vertaald als De Reiziger)
- 1992 - Dragonfly in Amber (vertaald als Terugkeer naar Inverness)
- 1994 - Voyager (vertaald als De verre kust)
- 1997 - Drums of Autumn (vertaald als Het vuur van de herfst)
- 2001 - The Fiery Cross (vertaald als Het Vlammende kruis)
- 2005 - A Breath of Snow and Ashes (vertaald als Sneeuw en as)
- 2009 - An Echo in the Bone (vertaald als Een Echo in de tijd)
- 2014 - Written in My Own Heart's Blood (vertaald als Met het bloed van mijn hart)
- 2021 - Go Tell the Bees That I Am Gone (vertaald als Vertel het de bijen )

### Lord John-serie
- 2003 - Lord John and the Private Matter (Vertaald als Het dubbelleven van Lord John)
- 2007 - Lord John and the Brotherhood of the Blade (Vertaald als Lord John en de broeders van het zwaard)
- 2008 - Lord John and the Hand of Devils (collectie) (Vertaald als Lord John en de hand van de duivel)
- 2011 - Lord John and the Scottish Prisoner (Vertaald als Lord John en de Schotse gevangene)

### Mysteries
- 2010 - Red Ant's Head

### Kortverhalen en novelles
- 2009 - Humane Killer
- 2009 - Phoenix Noir
- 2016 - Virgins (vertaald als De oorsprong)

Lord John novelles collectie:
1998 - Lord John and the Hellfire Club
2004 - Lord John and the Succubus
2007 - Lord John and the Haunted Soldier
2017 - Seven Stones to Stand or Fall (vertaald als De zeven stenen)
2010 - The Custom of the Army (edited door George R.R. Martin en Gardner Dozois in maart 2010)
2011 - Lord John and the Plague of Zombies (edited door George R.R. Martin en Gardner Dozois)
2017 - Besieged

### Andere werken
- 2001 - Naked Came the Phoenix

## Bestseller 60
| Boeken met noteringen in de Nederlandse Bestseller 60 | Jaar van verschijnen | Datum van binnenkomst | Hoogste positie | Aantal weken | Opmerkingen                    |
| ----------------------------------------------------- | -------------------- | --------------------- | --------------- | ------------ | ------------------------------ |
| Een echo in de tijd                                   | 2009                 | 23-12-2009            | 28              | 1            | Deel 7 van De Reiziger-serie   |
| Met het bloed van mijn hart                           | 2014                 | 03-12-2014            | 52              | 1            | Deel 8 van De Reiziger-serie   |
| Vertel het de bijen I                                 | 2022                 | 02-03-2022            | 2               | 3            | Deel 9.A van De Reiziger-serie |
| Vertel het de bijen II                                | 2022                 | 02-03-2022            | 7               | 2            | Deel 9.B van De Reiziger-serie |